# Sklářské muzeum (Nový Bor)
Sklářské muzeum (Nový Bor) je muzeum věnované historii sklářské výroby v Novém Boru a okolí. Je členem Asociace muzeí a galerií České republiky, nachází se na náměstí Míru v Novém Boru v budově zapsané jako kulturní památka.

## Historie muzea
Vstup do budovy sklářského muzea rámuje zdobný pískovcový portál, v jehož štítu je umístěna kotva. Tento symbol zámořského obchodu vyvolává představy o dobrodružných cestách křehkého skla ze severních Čech na vzdálené trhy v zemích starého kontinentu, exotického Orientu nebo do zámoří. Ostatně, většina muzejních exponátů vznikala v rukách sklářských řemeslníků právě ve snaze vyhovět odlišnému vkusu a neobvyklým požadavkům zahraničních kupců.
O vznik novoborského muzea se zasloužil Odborný svaz sklářského dělnictva. Za podpory radních, kteří uvolnili pro expozici potřebné prostory v budově místní radnice, bylo muzeum otevřeno v květnu roku 1893. Ačkoliv město postupně uvolňovalo pro prezentaci narůstající sbírky další místnosti radnice, k uspokojivému prostorovému řešení došlo až v roce 1952. Tehdy bylo muzeum přemístěno do domu čp. 105, kde sídlí dodnes.
Hlavní podíl na vzniku a tvorbě muzejního sbírkového fondu v 90. letech 19. století měli dobrovolní pracovníci. Základ sbírky byl vytvořen z nezištných darů místních sklářů a obchodníků, kteří nejlépe rozuměli sklářskému řemeslu a dokázali ocenit technickou náročnost i výjimečnost uměleckořemeslného zpracování skleněných výrobků domácí i zahraniční provenience. Sbírka se rozrůstala a nabývala na kvalitě díky zájmu výrobních a exportních domů a ve 30. letech 20. století prostřednictvím muzeem pořádaných sklářských soutěží. Po doplnění o početné převody předválečné komerční produkce bývalých sklářských firem se kolem roku 1960 začala v Novém Boru formovat ojedinělá kolekce skla podávajícího pravdivý obraz o výrobě skla v oblasti Lužických hor na přelomu 19. století a v první polovině století dvacátého.
V duchu odkazu zakladatelů muzea sleduje i současný sbírkotvorný program vývoj sklářské průmyslové výroby na Novoborsku, neopomíjí dokumentovat činnost ateliérů místní sklářské školy a věnuje pozornost individuální tvorbě sklářských výtvarníků. V roce 1994 byly obnoveny sklářské soutěže a nejúspěšnější práce účastníků jsou zařazovány do sbírek muzea k prezentaci a trvalému uchování.

## Historie budovy
Patrový dům s vysokou mansardovou střechou a honosným pozdně barokním vstupním portálem je typický pro původní zástavbu Nového Boru. Byl postaven roku 1804 Johannem Christophem Socherem, obchodníkem se sklem, který předtím třináct let úspěšně prodával české sklo v Mexiku. Řešení suterénu budovy dokládá, že jde již o druhou stavbu na svém místě. Původní celodřevěný dům postavil truhlářský mistr Josef Schneider před rokem 1759. Ve 20. letech 19. století Socher dům odprodal Stephanu Rautenstrauchovi. V majetku této rodiny, členů nejvýznamnější exportní společnosti v Novém Boru, byl dům až do roku 1939. V roce 1952 se novoborští radní rozhodli přihlédnout k jeho historii a umístit zde své sklářské muzeum. Objekt prošel v letech 1998-1999 náročnou stavební rekonstrukcí.
V roce 2011 díky projektu „Oživení česko-polské sklářské tradice“ ve spolupráci s Krkonošským muzeem v Jelení Hoře vznikla nová dvojpodlažní budova s využitým podkrovím, která spojila historickou budovu muzea s objektem muzejního archivu. Kromě nového zázemí pro sbírkové předměty – depozitáře, vznikl v této budově také nový prostor pro krátkodobé výstavy.

## Expozice a výstavy v současnosti
Stálá muzejní expozice seznamuje své návštěvníky se stylovým a technologickým vývojem skla v Čechách, především na Novoborsku, od 18. století po současnost. Je rozdělena podle jednotlivých zušlechťovacích technik na sklo malované, ryté, hutně tvarované a broušené. Expozice je doplněna historickými modely sklářských dílen.
Kromě stálé expozice pořádá muzeum krátkodobé výstavy na různá témata. Konají se zde výstavy jak historické či technologické, tak monografické přehlídky sklářských výtvarníků. Kromě toho má muzeum možnost vystavovat práce vzniklé na mezinárodních sklářských sympoziích (IGS) konaných v Novém Boru. I díky nim dosáhlo v roce 2012 rekordní návštěvnosti. V roce 1994 byla muzeem obnovena předválečná tradice soutěže sklářských výtvarníků, řemeslníků a studentů, která je nyní pořádána jako trienále pod názvem "Řemeslo a umění ve skle Nový Bor".

## Cestovní ruch
Budova muzea se nachází na hlavním novoborském náměstí, tedy náměstí Míru. Vlakové i autobusové nádraží jsou odtud zhruba 1 km daleko, na náměstí má řada autobusových linek zastávku. Na tomto náměstí je hlavní turistický rozcestník pro pěší i cyklotrasy. Ve sklářském muzeum jsou k prodeji také některé sklářské výrobky, skleněná bižuterie, odborné publikace i drobné suvenýry.

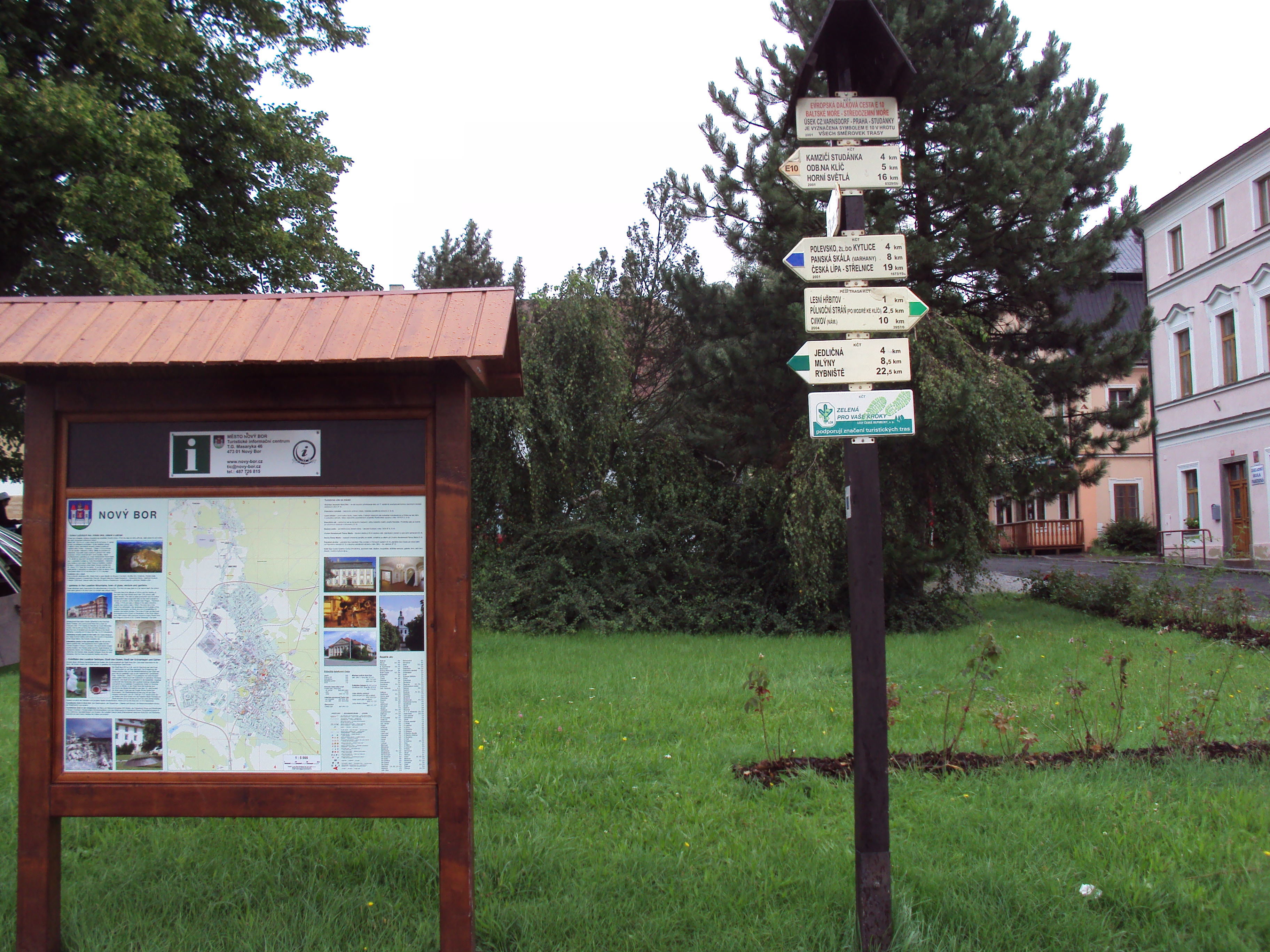
Turistický rozcestník před muzeem